# 赫德岛

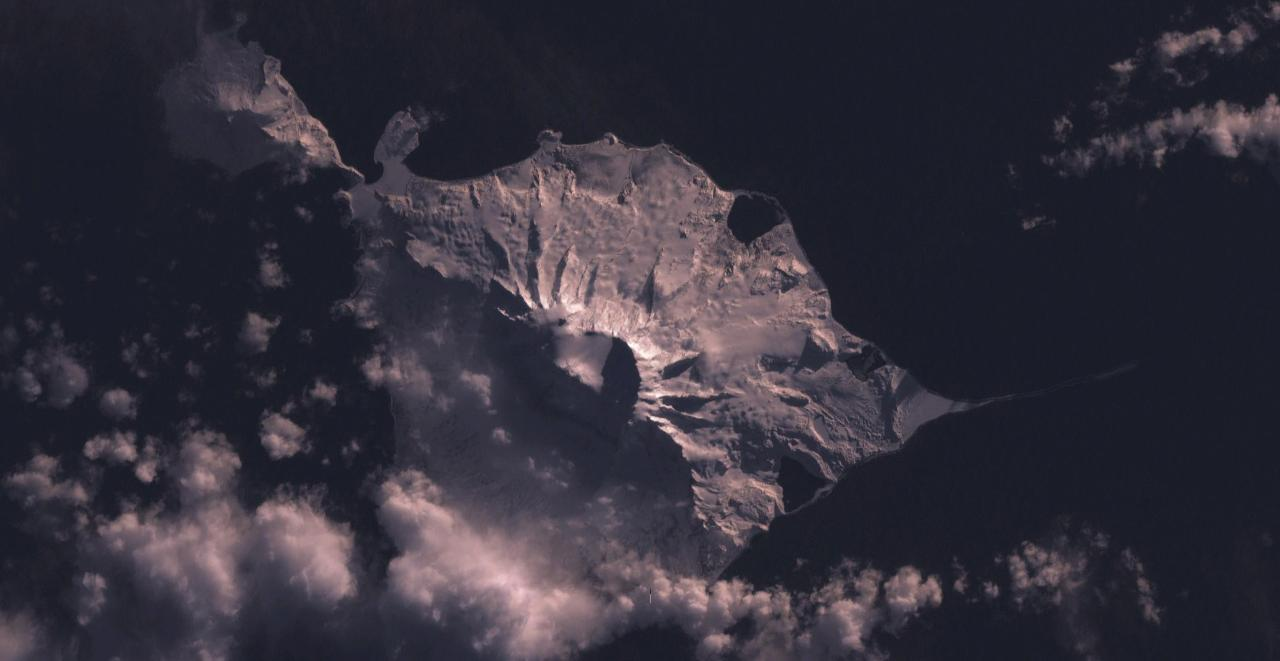
赫德岛

赫德岛（Heard Island）是澳大利亚在印度洋的海外领地赫德岛和麦克唐纳群岛的岛屿，属于赫德岛和麦克唐纳群岛的一部分，长40公里，宽26公里，最高点莫森峰海拔高度2,745米，面积368平方公里，岛上无人居住。